# Joyce Redman
Joyce Redman (ur. 9 grudnia 1915 lub 9 grudnia 1918, zm. 9 maja 2012 lub 10 maja 2012) – irlandzka aktorka filmowa i telewizyjna.

## Filmografia
seriale
- 1948: The Philco Television Playhouse jako lady Macbeth
- 1970: Play for Today jako Meg
- 1976: Just William jako pani Carroway
- 1982: All for Love jako pani Prior

film
- 1942: Jeden z naszych samolotów zaginął jako Jet van Dieren
- 1965: Otello jako Emilia
- 1981: Tajemnica Siedmiu Zegarów jako lady Coote
- 1995: Prime Suspect: Scent of Darkness jako Doris Marlow

## Nagrody i nominacje
Została nominowana do nagrody Złotego Globu i dwukrotnie do Oscara.